# Egernsundbroen
Egernsundbroen (dänisch für „die Egernsundbrücke“ oder „Ekensundbrücke“) ist eine Straßen- und Klappbrücke, die im Süden Dänemarks zwischen dem Gråstener Ortsteil Alnor und dem Ort Egernsund liegt. Die Brücke führt über den schmalen Egernsund, der das Nübeler Noor mit der Flensburger Förde verbindet. Über die vierspurige Straßenbrücke verläuft die Landstraße Sekundærrute 401 (bis zur Eröffnung der Autobahn Sønderborgmotorvejen Ende März 2012 Primærrute 8), die von Dybbøl bis Skærbæk führt, sowie der Gendarmstien, ein ehemaliger Grenzkontrollpfad und heutiger Wanderweg.
Von See aus wird dem Schiffsverkehr angezeigt, wann die Klappbrücke das nächste Mal geöffnet wird. Tagsüber wird die Brücke einmal pro Stunde aufgeklappt, für den gewerblichen Schiffsverkehr wird sie umgehend geöffnet. Den Schiffen steht dabei eine Durchfahrtsbreite von 25 Metern zur Verfügung. Bei einer Windgeschwindigkeit über 20 Meter pro Sekunde wird die Brücke nicht geöffnet.

## Geschichte
Bereits seit Anfang des 18. Jahrhunderts verkürzten Fähren den Umweg rund um das Nübeler Noor. Im Zuge der starken Entwicklung des Straßenverkehrs in den 1950er Jahren wurden Forderungen nach einer Brücke immer lauter. Im Juli 1964 wurden die Pläne für die heutige Brücke genehmigt und im Jahr darauf begannen die Arbeiten, die den Firmen Monberg & Thomsen A/S und Aarhus Maskinfabrik übertragen wurden. Nach drei Jahren Bauzeit wurde die Egernsundbroen am 19. Juni 1968 von Prinzessin Benedikte eingeweiht. Für Autofahrer reduzierte sich damit die Reisezeit von Kruså bis Sønderborg um etwa eine halbe Stunde.
1996 erhielt die Brücke einen zweistöckigen Kontrollturm, von dem aus das Öffnen der Klappen gesteuert werden kann. Das Steuerungssystem, das damals eines der modernsten Europas war, wird heute elektronisch überwacht.
Die Egernsundbroen wird im Sommer von 1. April bis zum 31. Oktober stündlich zwischen 6:15 und 22:15 Uhr (Stand 2021) geöffnet, in den restlichen Monaten von 6:15 bis 15:15 Uhr.